# 異母姉妹
『異母姉妹』（いぼしまい）はフジテレビ系ライオン奥様劇場枠で1966年9月5日～11月4日に放送された連続テレビ映画である。白黒作品。全45回。

## 概要
「奥様劇場」第20作。母の異なる姉妹の愛憎を軸に、白血病に侵されながらも一途な愛を貫くヒロインの悲しい宿命を描く。平均視聴率27.1％（同劇場枠歴代2位）、最高視聴率31.8％（同3位。いずれもビデオリサーチ関東地区調べ）の昼メロ全盛期を代表する大ヒットドラマ。1967年に死去した日活の野口博志監督にとってテレビでの遺作となった。

## 物語
母を白血病で失った秋山遥子は、その遺言により戦死した父の親友で建設会社社長の楠見を頼って上京した。しかし楠見の妻律子の憎しみの視線を浴びた時から、遥子の心にはある疑惑が生じた。それは楠見が自分の父ではないかという疑いであった。やがてその真相は思わぬところから明らかになる。

## キャスト
- 秋山遥子 ………… 北条きく子
- 楠見暁子 ………… 井上清子
- 楠見謙作 ………… 久松保夫
- 楠見律子 ………… 月丘千秋
- 杉本勉 …………… 六本木真
- 古賀京子
- 吉野妙子
- 沼田曜一
- 清水綋治
- 高野真二
- 増田順司
- 宮川洋一
- 花岡菊子
- 沼波輝枝
- 島美弥子

## スタッフ
- 脚本：柳川創造
- 監督：野口博志、土屋蔵三
- 音楽：大森盛太郎
- プロデューサー：大橋正次（NMC）
- 制作：フジテレビ・NMC

## 主題歌
- 「異母姉妹」（歌：笹みどり）　
  - 作詞：星野哲郎／作曲：叶弦大／編曲：安田彫花

## 参考資料
- 「テレビジョンドラマ」（放送映画出版）
- 「異母姉妹」シナリオ決定稿

| フジテレビ ライオン奥様劇場           | フジテレビ ライオン奥様劇場       | フジテレビ ライオン奥様劇場        |
| 前番組                                | 番組名                            | 次番組                             |
| ------------------------------------- | --------------------------------- | ---------------------------------- |
| 月よりの使者 （1966.7.11 - 1966.9.2） | 異母姉妹 （1966.9.5 - 1966.11.4） | 妻の座 （1966.11.7 - 1966.12.30 ） |